# Mazo De la Roche
Mazo De la Roche (15 janvier 1879 - 12 juillet 1961), née Mazo Louise Roche à Newmarket en Ontario, est une romancière canadienne d'expression anglaise, auteur de Jalna, l'une des sagas les plus populaires de son époque.

## Biographie
Mazo De la Roche était l'enfant unique de William Roche, un représentant de commerce, et d'Alberta (Lundy) Roche. C'était une enfant solitaire ; sa famille déménagea à plusieurs reprises au cours de son enfance en raison du mauvais état de santé de sa mère et des emplois variés de son père. Elle devint une lectrice passionnée et développa son propre monde de fiction, qu'elle appelait « La Pièce » (The Play), et au sein duquel elle inventait des scènes et des personnages. Elle écrivit sa première nouvelle à l'âge de neuf ans.
Au hasard de ses déplacements, la famille s'installa pour quelques années dans une ferme appartenant à un homme fortuné qui considérait son exploitation comme un hobby. C'est là que Mazo commença à développer son univers imaginaire de l'aristocratie rurale, qui allait devenir Jalna.
Alors qu'elle avait sept ans, ses parents adoptèrent sa jeune cousine orpheline Caroline Clement, qui entra dans son jeu de monde imaginaire et allait devenir la compagne de toute sa vie. Elles menaient une vie très retirée et leur relation fut peu évoquée dans la presse. En 1931, elles adoptèrent deux enfants dont les parents décédés avaient été amis des Clement et des de la Roche.
Avant de devenir célèbre, elle vécut pendant cinq ans à Sovereign House à Bronte (banlieue de Oakville, déclarée demeure historique par la Bronte Historical Society. Le nom de Whiteoaks dans les Chroniques de Whiteoaks est une allusion à la région d'Oakville-Bronte.

### Débuts littéraires
Mazo De la Roche vit sa première nouvelle publiée en 1902 dans le Munsey's Magazine ; elle ne débuta toutefois sérieusement sa carrière littéraire qu'après la mort de son père. Ses deux premiers romans, Possession (1923) et Delight (1926), étaient des romans d'amour qui lui valurent peu de revenus et de reconnaissance.
Son troisième roman, Jalna, proposé au magazine américain Atlantic Monthly, lui rapporta un prix de 10 000 dollars et fut suivi de sa publication en 1927, ce qui lui apporta la gloire et la fortune à l'âge de 48 ans.

### La série des Jalna
Ses livres devinrent des best-sellers et elle écrivit seize romans dans la série connue sous le nom de la série des Jalna ou les Chroniques des Whiteoak (Whiteoak Chronicles). Cette série raconte l'histoire de la famille des Whiteoak pendant un siècle, de 1854 à 1954. Les romans n'ont toutefois pas été écrits dans un ordre séquentiel, et chacun d'entre eux peut se lire comme une histoire indépendante.
Tandis que les Whiteoak connaissent des hauts et des bas, ils conservent la stabilité du manoir familial, connu sous le nom de Jalna. La famille de la Roche quant à elle dut faire face au mauvais état de santé de la mère, aux perpétuelles recherches d'emploi du père, et à l'adoption d'une cousine orpheline, tout en déménageant à dix-sept reprises. La famille De la Roche travailla pendant quelques années dans une ferme pour un riche propriétaire. Plusieurs critiques pensent que le personnage de Finch, dans Finch Whiteoak (1932) est directement inspiré de la Roche lui-même. Les noms d'un bon nombre de personnages ont été relevés par l'auteur sur des pierres tombales d'un cimetière de Newmarket (Ontario).
La série des Jalna s'est vendue à plus de 11 millions d'exemplaires, dans 193 éditions en anglais et 92 éditions étrangères. En 1935, le film Jalna, tiré du roman, fut diffusé par RKO Radio Pictures, et en 1972, la Canadian Broadcasting Corporation (CBC) produisit une série de télévision basée sur l'œuvre littéraire.
Jalna est aussi devenu un feuilleton télévisé français, en 8 épisodes de 90 minutes, réalisé par Philippe Monnier (1994).

### Postérité

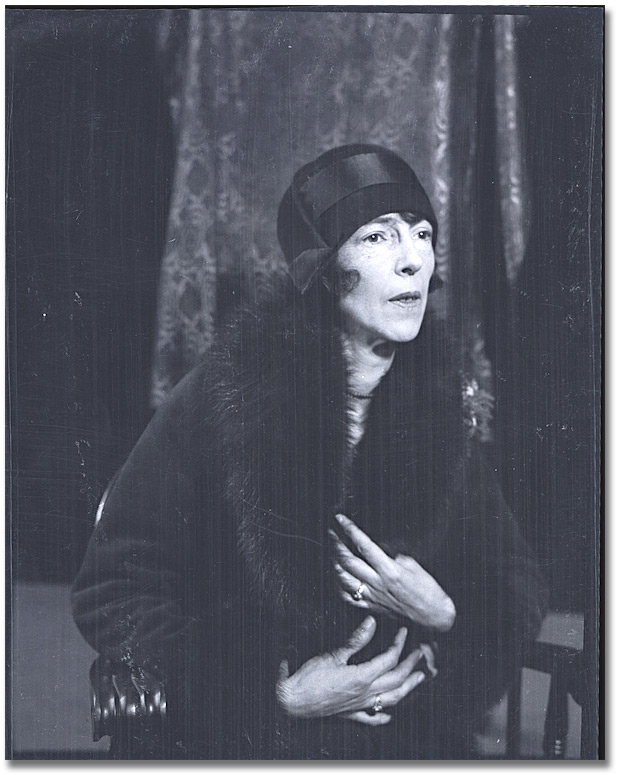
Décembre 1927

Mazo de la Roche est inhumée près de la tombe de Stephen Leacock à Sibbald Point, près de Sutton (Ontario).
La Benares Historic House de Clarkson, Mississauga (Ontario), qui semble avoir été sa source d'inspiration pour Jalna, est désormais gérée par l'Ontario Museum Association. Un parc à proximité a été baptisé Whiteoaks en l'honneur de la série.
Sa maison, au 3590 Bayview Avenue à Toronto (Ontario) a été rachetée en 1975 par la Zoroastrian Society de l'Ontario, qui l'utilise actuellement (2007) comme centre communautaire. Elle fait partie de la « City of Toronto Heritage Property ».
Dans les années 1970, les noms des personnages de la série des Jalna ont été repris pour nommer les rues d'un nouveau quartier de London (Ontario) dénommé White Oaks. On y trouve : Jalna Boulevard, Ernest Avenue, Renny Crescent, Finch Crescent, Nicholas Crescent, Alayne Crescent, Archer Crescent, Piers Crescent, Meg Drive.
En 1990, une nouvelle école de « français par immersion » a reçu le nom de Mazo De la Roche en son honneur à Newmarket, sa ville natale.

## Œuvres

### Œuvres publiées

#### En anglais
- Explorers of the Dawn (compilation de saynètes publiées précédemment), Knopf, 1922.
- Possession (roman), Macmillan Publishers, 1923, rééd. C. Chivers, 1973.
- Low Life: A Comedy in One Act (théâtre ; première représentation sous le titre Low Life à Toronto (Ontario), au Trinity Memorial Hall le 14 mai 1925), Macmillan, 1925.
- Delight (roman), Macmillan, 1926, rééd. avec une introduction de Desmond Pacey, McClelland and Stewart, 1961.
- Come True (théâtre ; première représentation au Trinity Memorial Hall de Toronto, le 16 mai 1927), Macmillan, 1927.
- La série des Jalna (par ordre narratif) :
  - Building of Jalna, Little, Brown, 1944  (ISBN 0-316-17996-5)
  - Morning at Jalna, Little, Brown, 1960  (ISBN 0-333-03933-5)
  - Mary Wakefield, Little, Brown, 1949  (ISBN 0-333-07652-4)
  - Young Renny, Little, Brown, 1935  (ISBN 0-333-01371-9)
  - Whiteoak Heritage, Little, Brown, 1940  (ISBN 0-333-05090-8)
  - Whiteoak Brothers, Little, Brown, 1953  (ISBN 0-333-08809-3)
  - Jalna, Little, Brown, 1927  (ISBN 0-316-18000-9)
  - Whiteoaks of Jalna, Little, Brown, 1929; publié sous le titre Whiteoaks, Macmillan, 1929,  (ISBN 0-316-18014-9)
  - Finch's Fortune, Little, Brown, 1932  (ISBN 0-333-09966-4)
  - The Master of Jalna, Little, Brown, 1933  (ISBN 0-316-18002-5)
  - Whiteoak Harvest, Little, Brown, 1936  (ISBN 0-333-07404-1)
  - Wakefield's Course, Little, Brown, 1941  (ISBN 0-316-18010-6)
  - Return to Jalna, Little, Brown, 1946  (ISBN 0-333-04842-3)
  - Renny's Daughter, Little, Brown, 1951  (ISBN 0-333-08561-2)
  - Variable Winds at Jalna, Little, Brown, 1954  (ISBN 0-333-02280-7)
  - Centenary at Jalna, Little, Brown, 1958  (ISBN 0-316-17997-3)
- The Return of the Emigrant (pièce de théâtre, jouée pour la première fois au Trinity Memorial Hall de Toronto le 12 mars 1928)
- Low Life and Other Plays (contient Low Life, Come True, et The Return of the Emigrant), Little, Brown, 1929.  (ISBN 1-131-68067-7)
- Portrait of a Dog (roman), Little, Brown, 1930.
- Lark Ascending (roman), Little, Brown, 1932.
- The Thunder of the New Wings, Little, Brown, 1932.
- Beside a Norman Tower, Little, Brown, 1934.  (ISBN 1-199-86589-3)
- (En collaboration avec Nancy Price) Whiteoaks: A Play (adaptation de Whiteoaks of Jalna; première représentation à Londres, au Théâtre Adelphi, le 13 avril 1936 ; joué à Broadway en 1938), Macmillan, 1936.  (ISBN 0-333-06247-7)
- The Very Little House (roman), Little, Brown, 1937
- Growth of a Man (roman), Little, Brown, 1938
- The Sacred Bullock and Other Stories of Animals, Little, Brown, 1939, rééd. Books for Libraries Press, 1969.  (ISBN 0-8369-3186-6)
- The Two Saplings (roman), Macmillan, 1942
- Quebec: Historic Seaport (non-fiction), Doubleday, 1944.  (ISBN 1-121-26423-9)
- Mistress of Jalna, première représentation au New Theatre de Bromley en Angleterre, le 12 novembre 1951
- A Boy in the House, and Other Stories, Little, Brown, 1952
- The Song of Lambert (pour enfants), Macmillan, 1955, Little Brown, 1956
- Ringing the Changes: An Autobiography, Little, Brown, 1957.  (ISBN 1-141-37942-2)
- Bill and Coo (pour enfants), Macmillan, 1958, Little, Brown, 1959.
- George F. Nelson, editor, Northern Lights: A New Collection of Distinguished Writing by Canadian Authors, Doubleday, 1960
- Selected Stories of Mazo de la Roche, publié et présenté par Douglas Daymond, University of Ottawa Press, 1979.  (ISBN 2-7603-4340-5)

#### Traductions en français
- La Vraie Maison, Begh, 1946 ;
- Croissance d'un homme, Begh, 1947 ;
- Trois Petits Diables, Hachette, Bibliothèque Verte, 1957 (titre original : "Explorers of the dawn") ;
- La Fille de Renny, Le Livre de Poche, 448 p., 1972 ;
- La Saga Les Jalna :
  - Les Jalna, tome 1, Omnibus, 1999  (ISBN 978-2258053533) : La naissance de Jalna - Matins à Jalna - Mary Wakefield - Jeunesse de Renny
  - Les Jalna, tome 2, Omnibus, 1999  (ISBN 978-2258053540) : L'héritage des Whiteoak - Les frères Whiteoak - Jalna - Les Whiteoak de Jalna
  - Les Jalna, tome 3, Omnibus, 2000  (ISBN 978-2258053557) : Finch Whiteoak - Le maître de Jalna - La moisson de Jalna - Le destin de Wakefield
  - Les Jalna, tome 4, Omnibus, 2000  (ISBN 978-2258053564) : Retour à Jalna - La fille de Renny - Les sortilèges de Jalna - Le centenaire de Jalna

### Œuvres dérivées
- Jalna (1935) : film tiré du roman. IMDb
- The Whiteoaks of Jalna (1972) : feuilleton télévisuel canadien (CBC) tiré de la série des Jalna. IMDb
- Jalna, feuilleton télévisuel français (1994)

### Sources
- Petri Liukkonen (2003). Mazo de la Roche. Consulté le 23 juin 2005.
- Virginia Careless Mazo De La Roche: Mistress of Jalna 1879-1961. Retrieved June 23, 2005. Archive Internet de l'article
- Mazo de la Roche Public School (2004). History - Mazo de la Roche (1879-1961). Consulté le 23 juin 2005.
- The Columbia Encyclopedia, Sixth Edition (2004). de la Roche, Mazo. Consulté le 23 juin 2005.
- Ontario Museum Association (2005). Benares Historic House. Consulté le 23 juin 2005.
- C. J. Taylor, « Mazo De la Roche » dans L'Encyclopédie canadienne, Historica Canada, 1985–. Publié le 4 mars 2015.  (consulté le 14 septembre 2019).
- Ellie Friedman & Joyce Y. Carter (1995). The Jalna Series; or, The Whiteoak Chronicles by Mazo de la Roche. Consulté le 23 juin 2005.
- Biography - de la Roche, Mazo (1879-1961) (2004). Contemporary Authors. Thomson Gale.